# Concert de vœux
Pour plus de détails, voir Fiche technique et Distribution.
Concert de vœux (en polonais : Koncert życzeń) est un court métrage du réalisateur polonais Krzysztof Kieślowski sorti en 1967 et mettant en vedette Jerzy Fedorowicz, produit alors que Kieślowski était étudiant à l'école de cinéma de Łódź. Le film est inclus en tant que bonus sur le DVD américain de Sans fin et celui de La Cicatrice au Royaume-Uni. 

## Synopsis
Le film suit un groupe de jeunes lors d'un voyage en forêt près de Przewoz, en Pologne. Ils boivent, fument, écoutent de la musique Rock 'n' roll et déposent des déchets avant de partir dans un bus. Un jeune homme et une jeune femme qui avaient fait du camping partent à moto. La moto dépasse le bus sur la route et laisse accidentellement tomber sa tente et la carte d'identité de la femme. Le bus s'arrête pour la récupérer. Les motocyclistes regagnent le bus arrêté et demandent la tente. Le chauffeur de bus accepte de rendre la tente uniquement si la femme les accompagne. Elle accepte, et le jeune homme récupère la carte dans la tente. Après avoir pris la carte, l'homme rend la tente et la femme repart avec lui sur la moto. 